# Roc d'Arguille
Le roc d'Arguille est un sommet calcaire du massif de la Chartreuse situé sur la commune de Saint-Pierre-de-Chartreuse dans le parc naturel régional de la Chartreuse, en Isère.

## Géographie

### Topographie

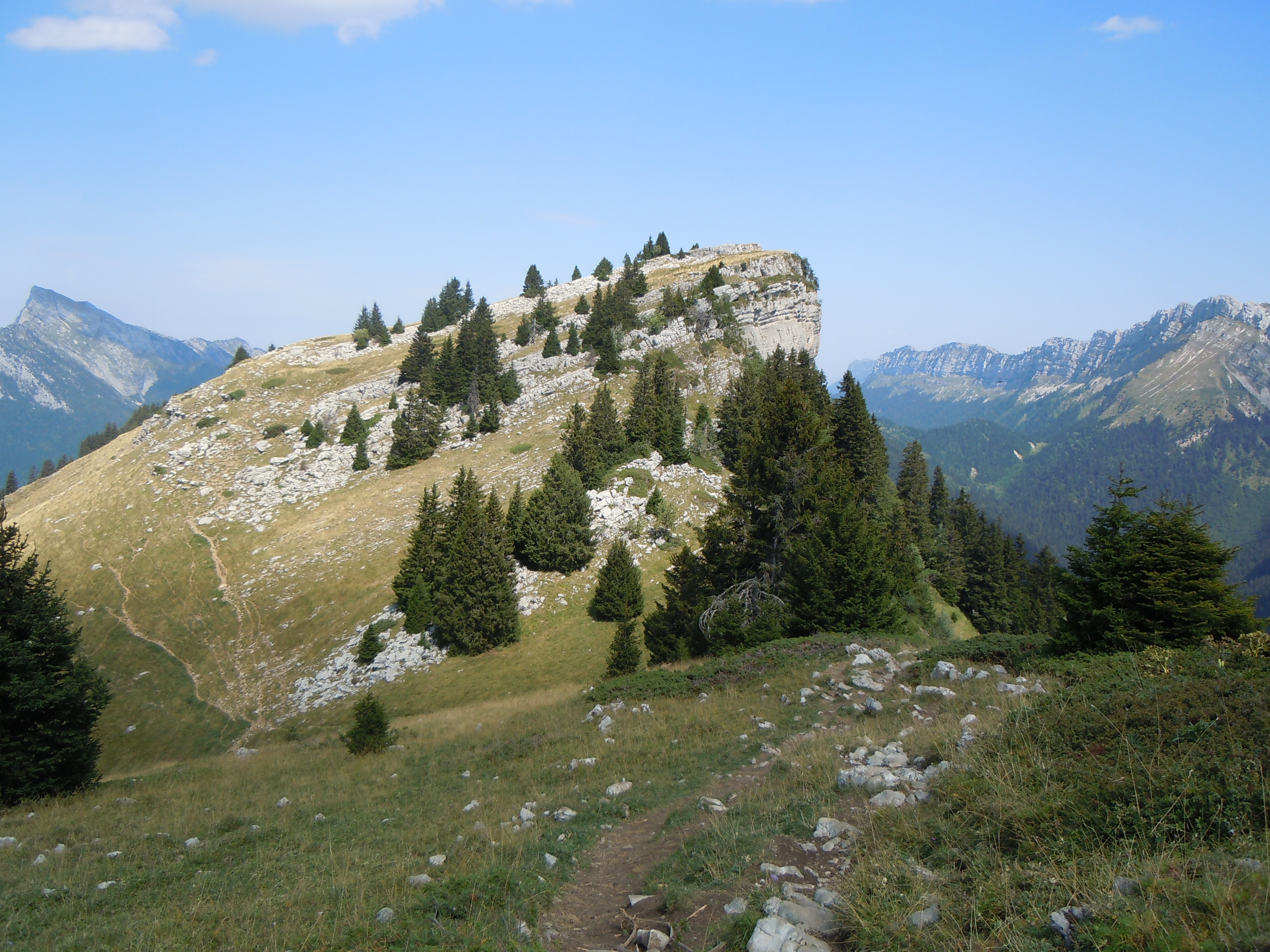
Vue du roc d'Arguille depuis le mont Pravouta.

Le mont Pravouta, à 1 760 m d'altitude, est le sommet jumeau du roc d'Arguille. Il en est séparé par le collet du Pravouta (1 690 m).

### Géologie
Le sommet du roc d'Arguille est formé de calcaire datant du tithonien (150 millions d'années). C'est la voûte d'un grand anticlinal, dit anticlinal de Perquelin, dont l'érosion n'a respecté que la partie occidentale. En fait, les couches y dessinent une ondulation synclinale, suivie par une ondulation anticlinale dans le versant ouest de la montagne. L'érosion karstique a percé la voûte tithonique de ce repli anticlinal et y a ouvert la dépression fermée du chalet de Pravouta, qui présente les caractères d'une doline.

### Faune et flore

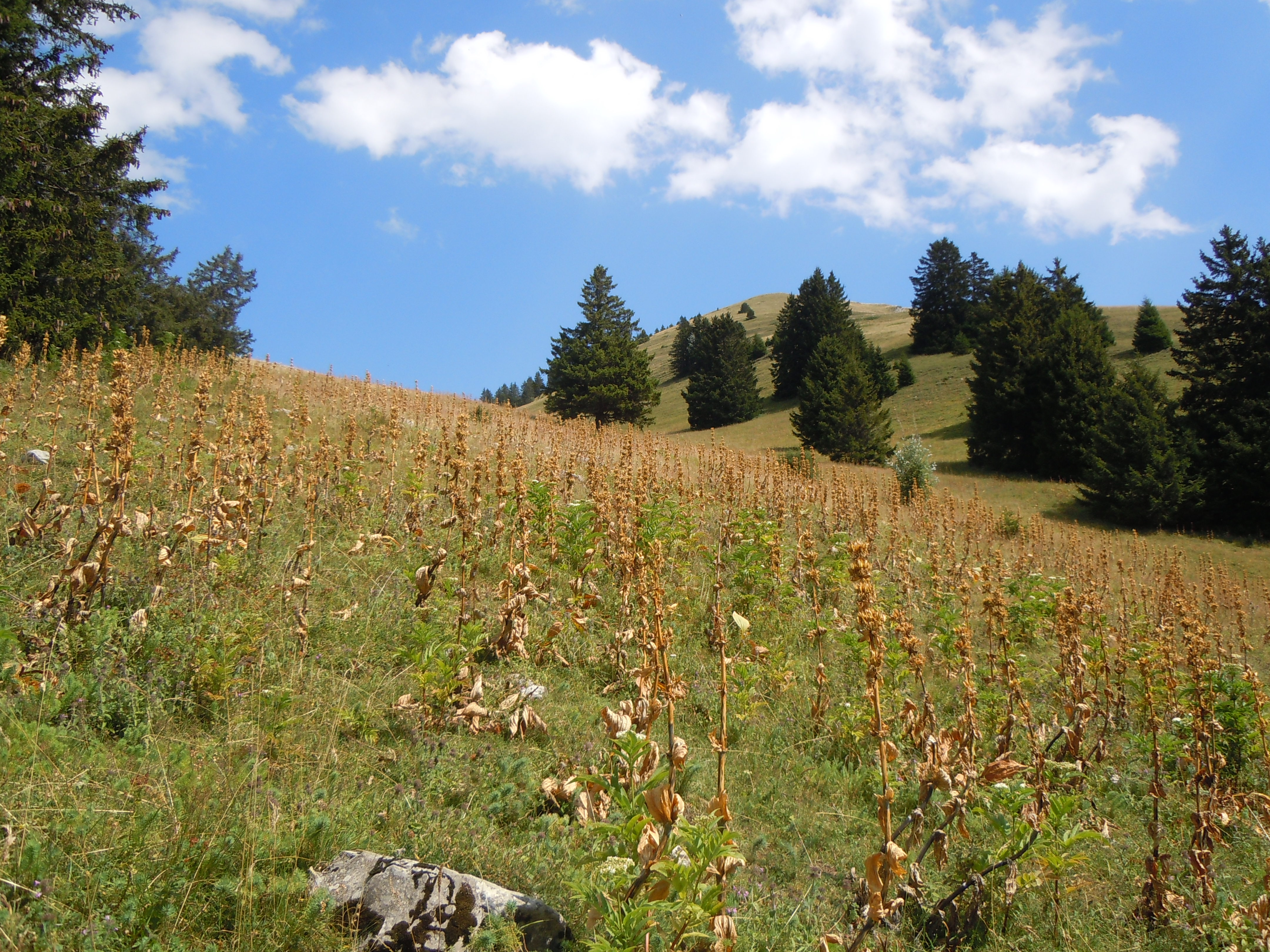
Prairie à gentianes jaunes au pied du mont Pravouta.

Les forêts et landes d'altitudes sont fréquentées par le tétras lyre. L'accès au flanc sud du mont Pravouta est interdit aux randonneurs, de façon à préserver la nidification de l'espèce.
Le site compte plusieurs espèces très rares et protégées : l'Aconit paniculé (Aconitum variegatum subsp. paniculatum, le Sabot de Vénus (Cypripedium calceolus), l'épipogon sans feuille (Epipogium aphyllum), le polystic à aiguillons (Polystichum aculeatum) et la tozzie des Alpes (Tozzia alpina).

## Activités

### Protection environnementale
Le versant nord du roc d’Arguille est classé zone naturelle d'intérêt écologique, faunistique et floristique de type I. La montagne est inscrite au sein du parc naturel régional de la Chartreuse.

### Randonnée

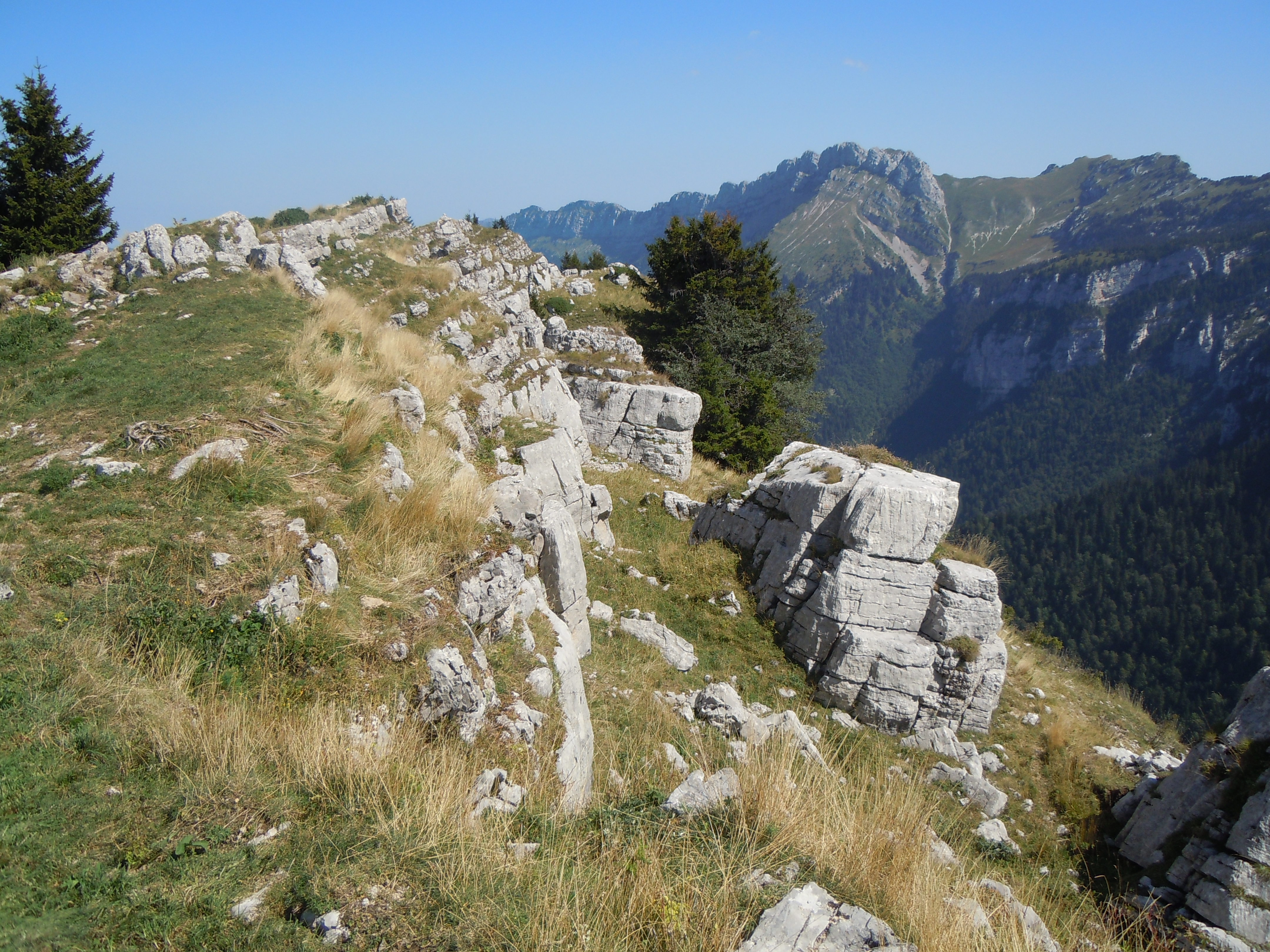
Vue du sommet du roc d'Arguille.

Le sommet est accessible à partir du col du Coq (1 434 m), soit en passant par le col des Ayes (1 538 m) soit par le habert de Pravouta (1 605 m), en une heure et demie de marche. Le sentier au niveau du sommet n'est pas matérialisé, le caractère karstique du site le rend dangereux par temps de brouillard ou de tapis neigeux incomplet.